# Kevin Köhler
Kevin Köhler (* 4. Juni 1987 in Recklinghausen) ist ein deutscher Musicaldarsteller, Sänger und Tänzer.

## Biografie
Kevin Köhler absolvierte zunächst eine Ausbildung zum staatlich geprüften gestaltungstechnischen Assistenten. Danach ließ er sich an der Stageschool in Hamburg zum Musicaldarsteller ausbilden. Er erhielt Gesangsunterricht u. a. bei Maricel, Jimmy Rivers und Beate Wood. Erste Auftritte hatte er bei den „Monday Nights“ am Altona-Theater in Hamburg sowie am Westfälischen Landestheater und als Gesangssolist bei der Verleihung des Henri-Nannen-Preises. 2012 war Köhler u. a. als Alfred in Roman Polanskis Tanz der Vampire im Theater des Westens in Berlin zu sehen.
2008 nahm Köhler an der ZDF-Show Musical-Showstar 2008 teil, bei der er die Hauptrolle des Rusty im Musical Starlight Express gewann. Er spielte diese Rolle bis 2011.
Von November 2011 bis April 2013 war Köhler als Cross Swing sowie Cover Alfred, Cover Nightmaresolo 1 und Nightmaresolo 2 Teil des Ensembles von Tanz der Vampire im Theater des Westens in Berlin.
2013 stand er als Teil des Ensembles und Cover Terk im Musical Tarzan auf der Bühne der Neuen Flora in Hamburg. Von 2014 war er bis Mai 2016 wieder als Rusty im Musical Starlight Express in Bochum zu sehen.

## Auftritte

### Bühne
- seit 2023: Erstbesetzung Brexit, Cover Rusty und Red Caboose in Starlight Express (Starlight Express Theater in Bochum)
- seit 2021: Erstbesetzung Brexit, Cover Rusty in Starlight Express (Starlight Express Theater, Bochum)
- seit 2017: Ensemble Swing, Zweitbesetzung Clopin u. Quasimodo in Disneys Der Glöckner von Notre Dame, Berlin, München und Stuttgart.
- 2014–2016: Erstbesetzung Rusty in Starlight Express (Starlight Express Theater, Bochum)
- 2013–2014: Ensemble, Cover Terk in Tarzan (Neue Flora, Hamburg / Apollo Theater, Stuttgart)
- 2011–2013: Cross Swing, Cover Alfred, Cover Nightmaresolo 1 und Nightmaresolo 2 in Tanz der Vampire (Theater des Westens, Berlin)
- 2008–2011: Erstbesetzung Rusty in Starlight Express (Starlight Express Theater, Bochum)
- 2007–2008: Swing, Cover Alfred und Cover Nightmaresolo 1 in Tanz der Vampire (Theater des Westens, Berlin)

### TV
- NRW-Duell (WDR) (2010)
- TV-Auftritt 1, 2 oder 3 mit Elton (Kika) (2010)
- Auftritt bei Danni Lowinski (2010)
- Cindy aus Marzahn und die jungen Wilden (RTL) (2010)
- Sonntag die Show der Überraschungen (MDR) (2010)
- mieten, kaufen, wohnen (VOX) (2009)
- TV-Auftritt im ZDF-Fernsehgarten (2009)
- TV-Auftritt ZDF Volle Kanne – das Frühstücksfernsehen (2009)
- TV-Auftritt ZDF "Hand in Hand" – Gala zugunsten der Deutschen Krebshilfe (2008)
- Musical-Showstar 2008 (2008)

### Galas und weitere Auftritte (Auswahl)
- 25. Geburtstag Starlight Express (Starlighthalle Bochum, 2013)
- Don’t stop believin (Musicalgala im Ruhrcongress Bochum, 2010 und 2012)
- Solosänger bei der Musicalgala „Pia Douwes präsentiert: Musical Stars“ in München (2009)
- WDR Sommerfest (Essen, 2009)
- Red Nose Day bei Pro7 (2009)
- Gastauftritte als „Alfred“ im Musical Tanz der Vampire im Metronom Theater (Oberhausen, 2008)
- während der Henri-Nannen-Preisverleihung im Hamburger Schauspielhaus als Sänger (2007)
- Musical Stars in Concert in Oberhausen als Solosänger (2006)
- Westfälisches Landestheater Jugendensemble Improvisationstheater (2005)
- erster Bühnenauftritt Mini-Playback-Show in Oer-Erkenschwick mit 10 Jahren (1996)

## Auszeichnungen
- Musical Showstar 2008

## Soloprojekte
- Lost in Light (CD, Sound of Music Records, 2009)
- I say no (Single, 2012)
- Beautiful City (ausschließlich für Youtube, 2012)
- Last Christmas (ausschließlich für Youtube, 2013)
- Kevin Köhler Unfinished (EP, On-Demand über Recordjet,[2] 2019)
- Sidepiece (Single, Eigenrelease, 2023)